# Doopsgezinde kerk (Almelo)
De doopsgezinde kerk in Almelo is een monumentaal kerkgebouw uit de zestiende eeuw aan de Grotestraat 57. 
In 1683 gaf de heer van Almelo toestemming aan de doopsgezinden om een kerk te bouwen. En dat deed hij niet zonder eigen belang. Als linnenreders en kooplieden waren de doopsgezinden een economisch invloedrijke groep burgers geworden. In 1684 werd een woonhuis in de Grotestraat omgebouwd tot kerk. De hoofdingang zat aan de linker buitenmuur. Een inscriptie boven deze later dichtgemetselde ingang herinnert daar nu nog aan. In 1732 kwam de hoofdingang aan de straatkant te liggen.
Deze kerk (ook vermaning) is in 1927 en 1978 gerenoveerd.
Het orgel met hoofdwerk en rugwerk werd in 1791 gebouwd door Friderich Heilmann en in de jaren daarna verbeterd en voltooid door Jacob Courtain. Achter de kerk bevindt zich aan Jan Muldersgang 1 een zaal voor bijeenkomsten, gespreksgroepen of koffiedrinken.
Tot de gemeenteleden behoren bekende families van textielfabrikanten, onder andere Hofkes en Ten Cate. Het hoogste ledental werd in 1958 behaald: 207 leden.

## Predikanten
De gemeente heeft een lange lijst van Doopsgezinde predikanten (de leraar):
- 1716-1723 Jacobus Rijsdijk (1696-1744)
- 1723-1741 Jan Pieterszoon Mol (?-1741)
- 1742-1744 Jacobus Rijsdijk (voor de tweede maal)
- 1746-1752 Reinier Klopper (?-1752)
- 1749-1755 Gerard Thomaszoon ten Cate (1731-1821)
- 1756-1771 Pieter Beets (1729-1776)
- 1772-1811 Gerard Thomaszoon ten Cate (voor de tweede maal)
- 1811-1838 Egbert David van Lennep (1787-1851)
- 1838-1873 Cornelis Cardinaal (1808-1890)
- 1875-1876 Isaäc Molenaar (1848-1935)
- 1877-1878 Anne Willem Huidekoper (1836-1900)
- 1879-1886 August Snellen (1835-1899)
- 1888-1891 Bauke Haga (1849-1937)
- 1892-1911 Wiebe Jans van Douwen (1846-1912)
- 1912-1920 Petrus Marinus Heringa (1878-1962)
- 1921-1927 Lodewijk Gerhard Holtz (1880-1927)
- 1928-1939 Oepke Trinus Hylkema (1902-1988)
- 1940-1946 Nanne van der Zijpp (1900-1965)
- 1947-1949 Hendrik Luikinga (1916-1987)
- 1950-1969 Sjoerd Gosses (1907-1969)
- 1970-1978 Marianne Jeanne van Hamel (1918)
- 1978-1983 Jan Wieringa (1918)
- 1983-2000 Martje Wouters-Tuinman (1941)
- 2000-2009 Jelmer Koornstra (1949)*)
- 2009- heden: Carla Borgers **1955

## Zie ook

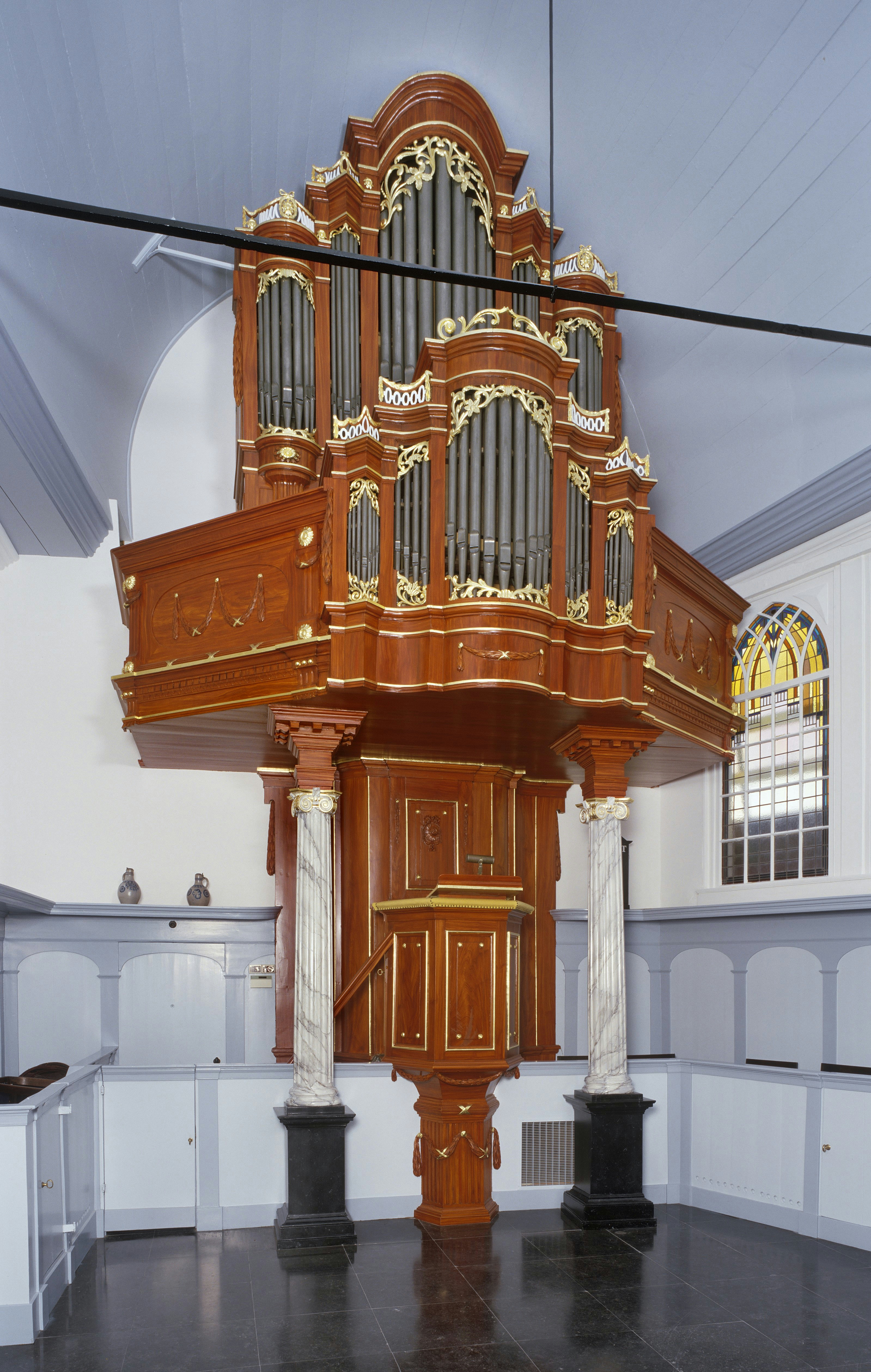
Orgel met preekstoel voor 2006 wit, maar nu teruggebracht in de oorspronkelijke mahonie kleur
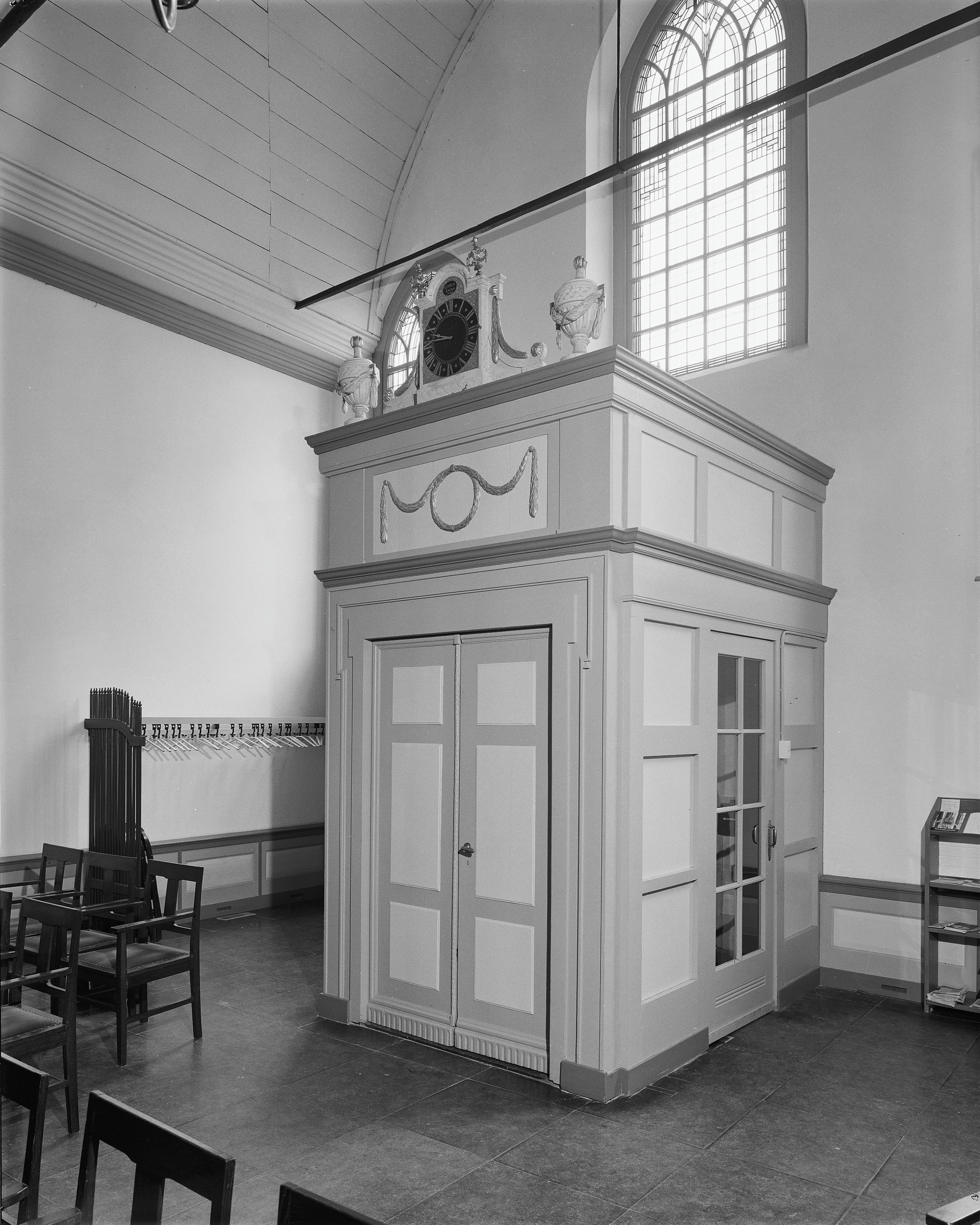
Interieur - ingang met tochtportaal